# جيك ديفيس (لاعب كرة قدم)
جيك ديفيس (بالإنجليزية: Jake Davis)‏ هو لاعب كرة قدم أمريكي في مركز الوسط، ولد في 3 يناير 2002 في روتشستر في الولايات المتحدة. لعب مع سويب بارك رينجرز.

## وصلات خارجية
- جيك ديفيس (لاعب كرة قدم) على موقع الدوري الأمريكي (الإنجليزية)
- جيك ديفيس (لاعب كرة قدم) على موقع قاعدة بيانات كرة القدم.إي يو (الإنجليزية)
- جيك ديفيس (لاعب كرة قدم) على موقع Soccerway.com (الإنجليزية)
- جيك ديفيس (لاعب كرة قدم) على موقع عالم كرة القدم.نت (الإنجليزية)